# Wimbledon Common

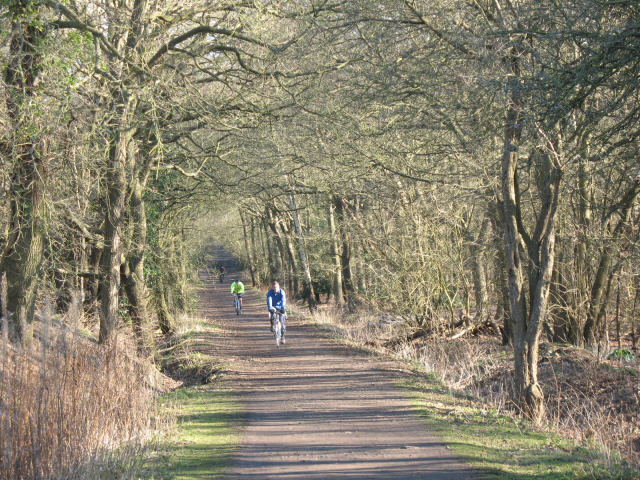
Ciclistas aproveitam a descida numa das estradas de Wimbledon Common

Wimbledon Common é um grande espaço aberto em Wimbledon, sudoeste de Londres. Existem três áreas nomeadas: Wimbledon Common, Putney Heath e Putney Lower Common, que juntas são gerenciadas sob o nome Wimbledon and Putney Commons, totalizando 460 hectares (1.140 acres). O Putney Lower Common está separado do resto do Common por cerca de 2,4 quilômetros de área construída no sudoeste de Putney.[carece de fontes?]